# Eleusine tristachya
Eleusine tristachya é uma espécie de planta com flor pertencente à família Poaceae. 
A autoridade científica da espécie é (Lam.) Lam., tendo sido publicada em Tableau Encyclopédique et Methodique...Botanique 1: 203. 1791 (1792).

## Portugal
Trata-se de uma espécie presente no território português, nomeadamente no Arquipélago dos Açores e no  Arquipélago da Madeira.
Em termos de naturalidade é introduzida nas duas regiões atrás indicadas.

## Protecção
Não se encontra protegida por legislação portuguesa ou da Comunidade Europeia.